# Llista de topònims de Jújols
Llista de topònims (noms propis de lloc) de Jújols (Conflent).
Informació actualitzada per un bot. Els canvis manuals es perdran quan s'actualitzi!

## església
| imatge | Nom                                    | Ubicat a | instància de          | Detalls                                                      | coordenades                                                         | Protecció                     | Commons (més fotos)                               | Dades a WD                    |
| ------ | -------------------------------------- | -------- | --------------------- | ------------------------------------------------------------ | ------------------------------------------------------------------- | ----------------------------- | ------------------------------------------------- | ----------------------------- |
|        | Sant Julià i Santa Basilissa de Jújols | Jújols   | església Ús: església | Estil: arquitectura romànica Anomenat per: Julià i Basilissa | 42° 34′ 08″ N, 2° 17′ 41″ E / 42.5689°N,2.2948°E 953.8 msnm         | monument històric inventariat | Église Saint-Julien-et-Sainte-Basilisse de Jujols | Modifica les dades a Wikidata |
|        | Santa Anna de Jújols                   | Jújols   | església              |                                                              | 42° 34′ 09″ N, 2° 17′ 43″ E / 42.56916944°N,2.29530833°E 965.8 msnm |                               |                                                   | Modifica les dades a Wikidata |
|        | Santa Coloma del Castelló              | Jújols   | església              | Estat: ruïnós                                                | 42° 34′ 09″ N, 2° 17′ 13″ E / 42.56913611°N,2.28695278°E 881.1 msnm |                               |                                                   | Modifica les dades a Wikidata |
|        | Santa Maria de Jújols                  | Jújols   | església              |                                                              | 42° 34′ 13″ N, 2° 17′ 55″ E / 42.570239°N,2.298725°E 824.5 msnm     |                               |                                                   | Modifica les dades a Wikidata |

## port de muntanya
| imatge | Nom               | Ubicat a               | instància de     | Detalls | coordenades                                                      | Protecció | Commons (més fotos) | Dades a WD                    |
| ------ | ----------------- | ---------------------- | ---------------- | ------- | ---------------------------------------------------------------- | --------- | ------------------- | ----------------------------- |
|        | Coll Diagre       | Jújols                 | port de muntanya |         | 42° 35′ 03″ N, 2° 16′ 34″ E / 42.584281°N,2.276011°E 1462.9 msnm |           |                     | Modifica les dades a Wikidata |
|        | Collada de Jújols | Jújols Noedes Serdinyà | port de muntanya |         | 42° 35′ 47″ N, 2° 17′ 28″ E / 42.596281°N,2.291211°E 1756.5 msnm |           |                     | Modifica les dades a Wikidata |

## Misc
| imatge | Nom                        | Ubicat a                   | instància de                            | Detalls                                    | coordenades                                                                                            | Protecció | Commons (més fotos)                   | Dades a WD                    |
| ------ | -------------------------- | -------------------------- | --------------------------------------- | ------------------------------------------ | --- | --------- | ------------------------------------- | ----------------------------- |
|        | Bosc Comunal de Jújols     | Jújols                     | bosc comunal                            |                                            | |           |                                       | Modifica les dades a Wikidata |
|        | Mont Coronat               | Jújols Oleta i Èvol Noedes | cim muntanya                            |                                            | 42° 36′ 34″ N, 2° 15′ 31″ E / 42.6095°N,2.2587°E 2172 msnm                                             |           | Mont Coronat                          | Modifica les dades a Wikidata |
|        | Reserva Natural de Jújols  | Jújols                     | reserva natural nacional àrea protegida | 1986-10-23 1986 Superfície: 427 472.3572ha | 42° 35′ 30″ N, 2° 16′ 36″ E / 42.59167°N,2.27667°E                                                     |           | Réserve naturelle nationale de Jujols | Modifica les dades a Wikidata |
|        | casa de la vila de Jújols  | Jújols                     | instal·lació Ús: seu del govern local   |                                            | 42° 34′ 13″ N, 2° 17′ 44″ E / 42.5701442818146°N,2.29565674238214°E fr:RUE DU PRESBYTERE, 66360 JUJOLS |           | Town hall of Jujols                   | Modifica les dades a Wikidata |
|        | dolmen de la Font d’Arques | Jújols                     | dolmen                                  |                                            | 42° 34′ 44″ N, 2° 16′ 27″ E / 42.578944444444°N,2.2741388888889°E                                      |           |                                       | Modifica les dades a Wikidata |